# INCUBUS (Acid Black Cherryの曲)
「INCUBUS」（インキュバス）は、2014年10月22日にmotorodから発売されたAcid Black Cherry、19枚目のシングル。

## 概要
前作「君がいない、あの日から…」から約7ヶ月ぶり、Acid Black Cherry Project “Shangri-la” 終了後初となるシングル。
カップリングには"Recreation Track"として、1985年リリースのBOØWY「CLOUDY HEART」のカヴァーを収録。
CD+DVD盤（初回生産限定盤）、通常盤、スペシャルプライス盤（初回生産限定盤）の3形態で発売。
- CD+DVD盤のDVDには1曲目のMUSIC CLIPおよびメイキング映像と、フジテレビNEXTにて放送された「a-nation stadium fes. 0829」のライブ映像を収録。
  - この曲のMUSIC CLIPには、翌年発売されたオリジナルアルバム「Ｌ-エル-」に付録された物語のワンシーンが映画のように描かれており、アルバムへのリード曲としての役目を果たしている。また、Ｌ役として女優のインゲ・ムラタが起用されている。
- 通常盤には初回仕様のみ、フォトブックレット(12P)が封入。
- スペシャルプライス盤には全4種からなるABCオリジナルトレカ1枚がそれぞれ封入されている。
- オリコン週間シングルチャートで2位を獲得。これで7作目の2位獲得となり、「オリコンCDシングル週間ランキング1位未獲得アーティストの最多2位獲得記録」となった。また、11月2日放送の「JAPAN COUNTDOWN」では1位を獲得した[1]。
- このシングルのリリース後、2017年にyasuが療養のためアーティスト活動を休止していることもあり、2021年現在、Acid Black Cherryとしては最後のシングルとなっている。

## 収録曲

### 通常盤
1. INCUBUS
作詞・作曲・編曲：林保徳
2. CLOUDY HEART （“LAST GIGS” ver. ）【Recreation Track】
作詞・作曲：氷室京介・ 編曲：布袋寅泰

### 【CD＋DVD】初回生産限定盤
1. INCUBUS（music clip）
2. OFF SHOT
3. Acid Black Cherry 2014 a-nation stadium fes.0829 [LIVE] @味の素スタジアム（ライブ映像）

### スペシャルプライス￥394盤
1. INCUBUS

## 参照
1. ↑  “「INCUBUS」、オリコンCDシングル週間ランキング２位獲得”. ameblo (2014年10月29日). 2021年11月26日閲覧。